# Murallas de Segovia
La muralla de Segovia es una fortificación medieval que rodea el casco histórico de la ciudad española de Segovia. Forma parte del conjunto monumental de la ciudad vieja, declarado Patrimonio de la Humanidad por la Unesco en 1985.

## Descripción

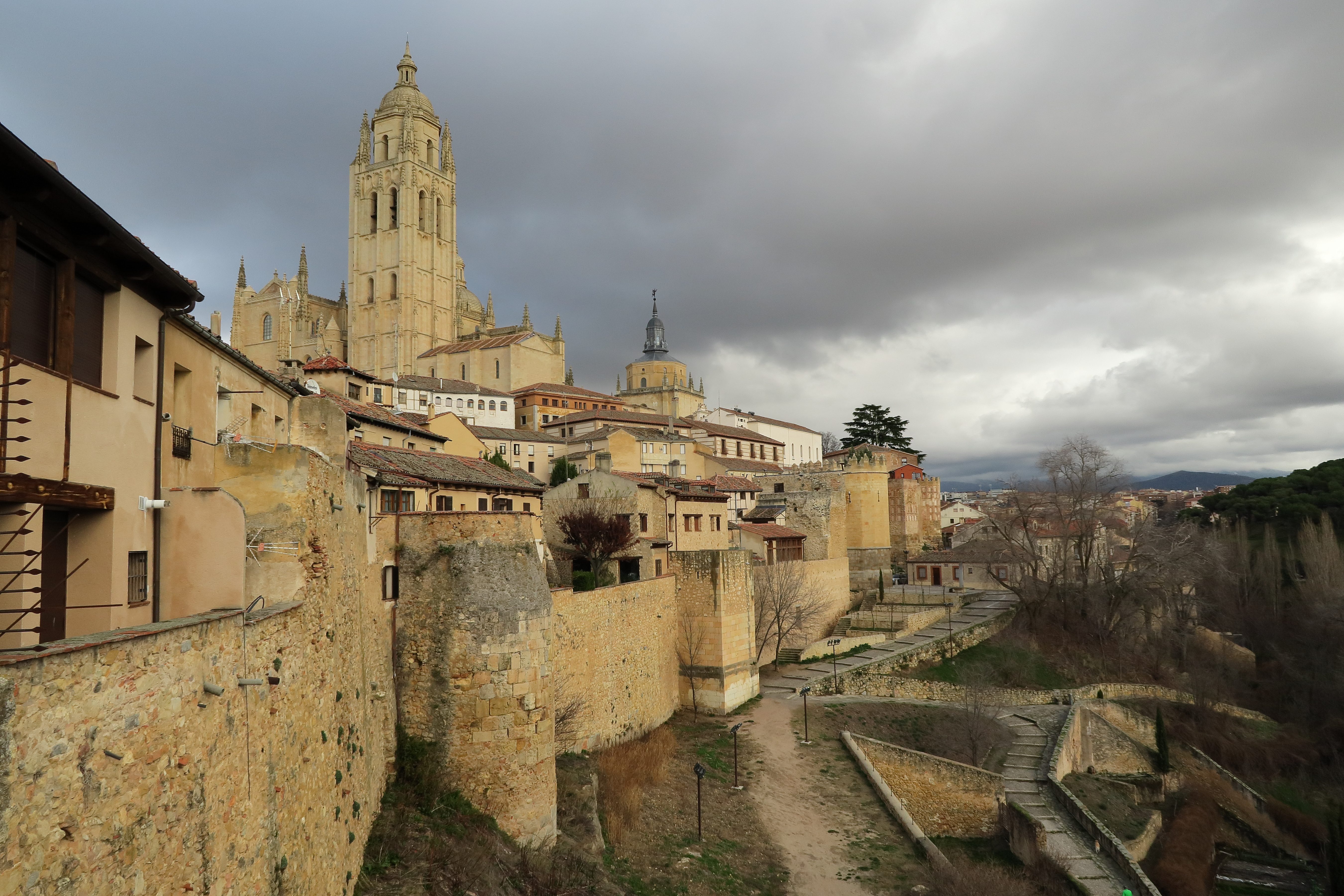
Muralla suroeste

Las murallas de la ciudad de Segovia completarían un circuito de unos 3400 m de longitud, 9 m de altura media y 2,50 m de espesor. Están construidas en toda clase de materiales, con algunas partes de gran antigüedad, si bien según Gila y Fidalgo la mayor parte de su fábrica correspondería a los siglos XI y XII, con remodelaciones importantes en los siglos posteriores. Desde el alcázar hasta la puerta de Santiago, Gila y Fidalgo contabilizaba dos torreones circulares y un cubo. La puerta de Santiago, de planta rectangular, tiene un arco en herradura y otro almohadillado. La muralla continúa por el norte del casco histórico, dominando el río Eresma, hasta la puerta de San Cebrián, que tiene a su entrada un crucero.
Desde este punto la muralla, levantada sobre la roca, sigue en dirección este hasta llegar a donde se encontraba la puerta de San Juan, derribada en 1888 por necesidades urbanísticas; era un arco ornamental del siglo XVI. En dirección sur y luego oeste continúa la muralla, en un tramo en el que figuraban el Postigo del Consuelo, el Portillo de la Canaleja y las puertas de San Martín, de la Luna y del Sol, contándose en este numerosos cubos, de los cuales la mayoría sirvieron de cimientos a las casas de la ciudad. Continuando hacia el oeste se llega a la puerta de San Andrés, que cuenta con dos torres, una cuadrada y otra poligonal. Desde ahí la muralla continúa para cerrar su perímetro en el alcázar.

## Notas

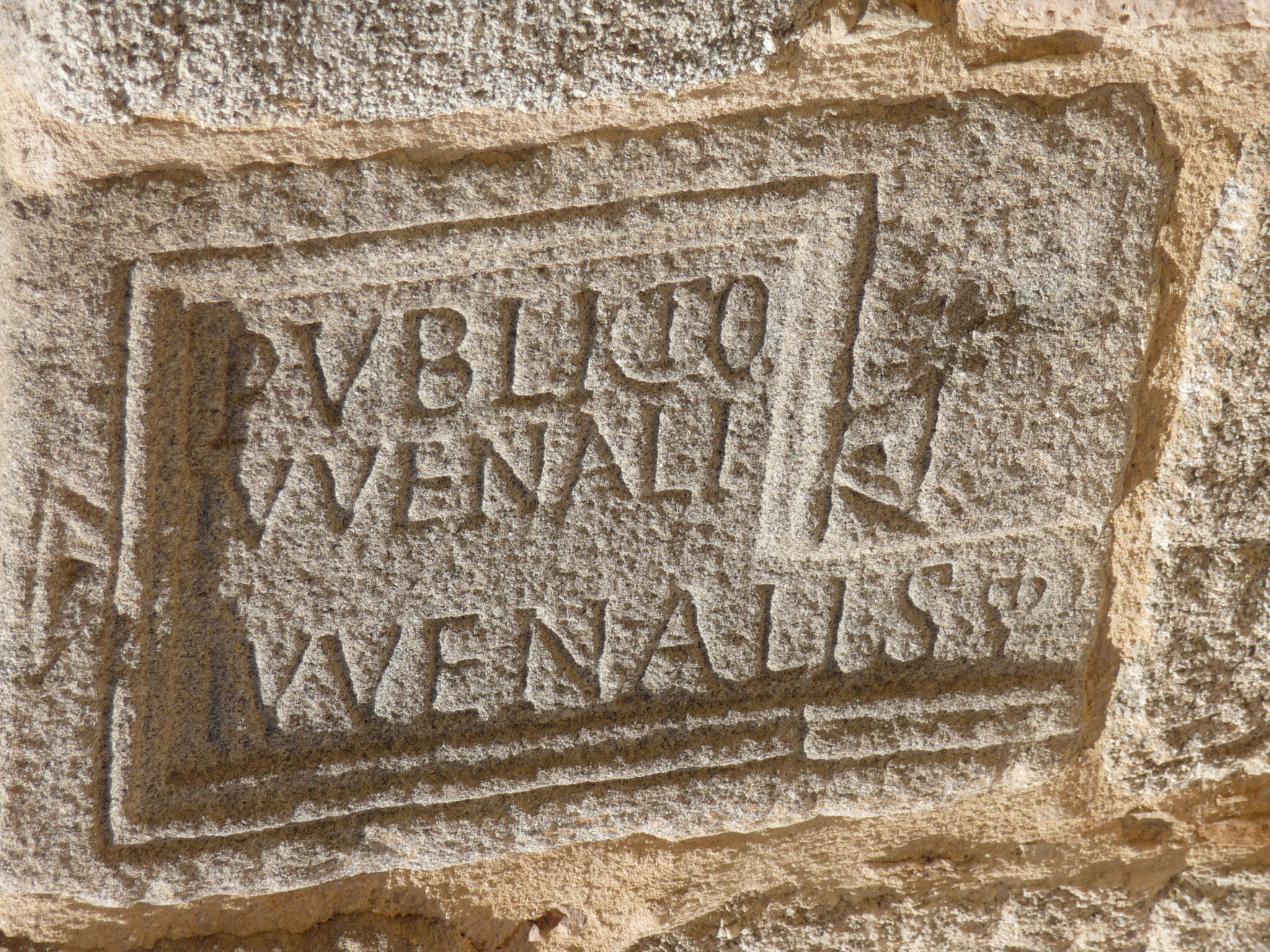
Epígrafe romano en un torreón de la muralla